# 14312 Polytech
14312 Polytech è un asteroide della fascia principale. Scoperto nel 1976, presenta un'orbita caratterizzata da un semiasse maggiore pari a 2,1329199 UA e da un'eccentricità di 0,1357244, inclinata di 1,90155° rispetto all'eclittica.